# Odargowo (Poméranie-Occidentale)
Pour les articles homonymes, voir Odargowo.
Odargowo est une localité polonaise de la gmina mixte de Dobrzany située dans le powiat de Stargard en voïvodie de Poméranie-Occidentale. Elle se trouve à environ 27 km à l'est de Stargard et 57 km à l'est de la capitale régionale Szczecin.

## Géographie

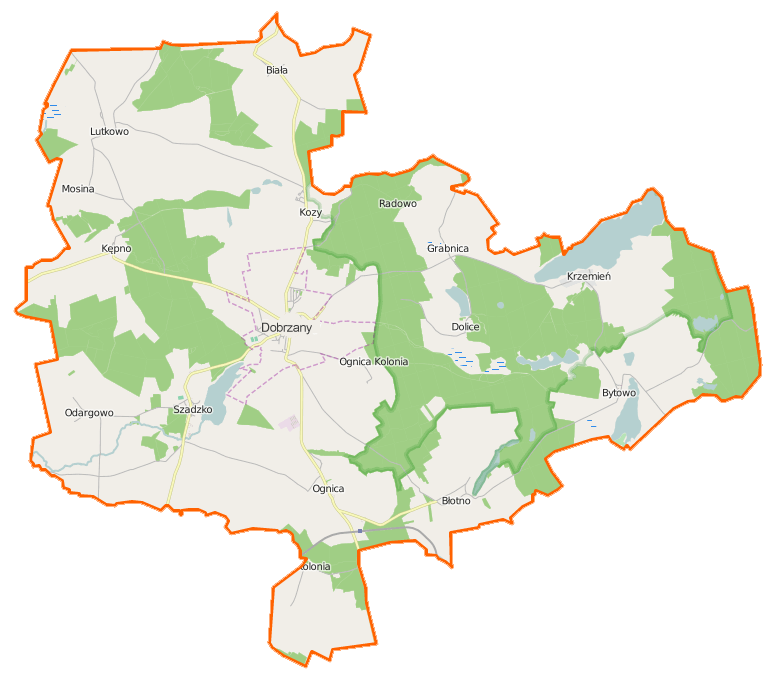
Carte de la gmina de Dobrzany.

## Histoire
De 1818 à 1945, Wudarge fait partie de l'arrondissement de Saatzig dans le district de Stettin au sein de la province de Poméranie